# Транзиторный акантолитический дерматоз Гровера
Транзиторный акантолитический дерматоз Гровера — редкий доброкачественный дерматоз, который характеризуется папуловезикулезной зудящей сыпью с гистологическими признаками акантолиза с дискератозом. Страдают заболеванием в основном мужчины старше 40 лет, с I и II фототипами кожи.

## Эпидемиология
Болеют преимущественно мужчины среднего и пожилого возраста. Точной информации о распространении и частоте заболевания нет. В одном исследовании, проведенном в 1999 году, в Швейцарии, было выполнено более 30000 биопсий кожи, и только у 24 человек диагностировали болезнь Гровера.

## Этиология
Точная этиология заболевания не известна. Существуют предположения о воздействии различных неспецифических факторов, таких как:
- интенсивная инсоляция;
- излучение;
- болезни крови;
- хронические очаги инфекции.

## Клиническая картина
Заболевание проявляется поражением кожи в виде папул красновато-синюшного цвета и мелкими пузырями с прозрачным содержимым диаметром 2–5 мм. Элементы располагаются группами без тенденции к периферическому росту и слиянию. Излюбленная локализация высыпаний: шея, плечи, грудь, спина, бедра. Высыпания сильно зудят.
Дерматоз возникает преимущественно в летнее время и может самостоятельно проходить.

## Дифференциальная диагностика
Дифференциальную диагностику проводят со следующими заболеваниями:
- пузырчатка Гужеро-Хейли-Хейли;
- болезнь Дарье — Уайта:
- герпетиформный дерматит Дюринга;
- временная почесуха взрослых.

## Диагностика
Диагноз ставится на основании клинической картины и гистологического исследования, в результате которого обнаруживают дискератоз в зернистом слое и акантолиз с формированием внутриэпидермальных щелей.

## Лечение
Легкие формы заболевания лечат местно глюкокортикостероидами, противозудными препаратами. При системном поражении применяют глюкокортикостероиды, иммуносупрессоры, цитостатики. Следует избегать провоцирующего фактора — длительного нахождения на солнце.

## Примечание
1. ↑  Grover's Disease. www.thedoctorsdoctor.com. Дата обращения: 27 января 2021. Архивировано 2 февраля 2010 года.
2. ↑  Карачева Ю.В., Смыкова А.Н., Волошин В.В. БОЛЕЗНЬ ГРОВЕРА // РОССИЙСКИЙ ЖУРНАЛ КОЖНЫХ И ВЕНЕРИЧЕСКИХ БОЛЕЗНЕЙ. — 2016.
3. ↑  Федеральные клинические рекомендации. Дерматовенерология: Болезни кожи. Инфекции, передаваемые половым путем. — Деловой экспресс, 2015. — 768 с. — ISBN 978-5-89644-123-6.